# Destral de soquet
Una destral de soquet de bronze és un tipus de destral protohistòrica, que va aparéixer a l'edat del bronze mitjà i que es va distribuir àmpliament per tota Europa a l'edat del bronze final i a la primera edat del ferro. Una producció particular de principis de l'edat del ferro a Armòrica (l'actual Bretanya i Baixa Normandia), de destrals no funcionals fetes de metall molt ric en plom, hauria tingut, segons alguns arqueòlegs, un ús monetari o ritual.

## Aparició i difusió a Europa

### Eines simulades

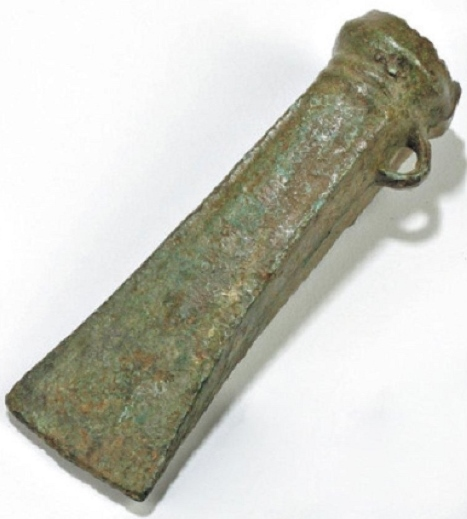
Destral armoricana de soquet del tipus de Le Tréhou, amb anella lateral (dipòsit de Guesman)

La tipologia n'és molt variada en detalls. La producció va continuar durant tota l'edat del ferro. Els nous tipus amb sòcols de secció quadrangular tenen una enorme distribució a Armòrica. Aquestes destrals tardanes s'anomenen per aquest motiu destrals de soquet de tipus armoricà. Són de bronze amb quantitats importants de plom, cosa que les fa fràgils i inutilitzables. Clarament mai no es van utilitzar com a eines i alguns arqueòlegs les veuen com una mena de protomoneda. Els arqueòlegs Gabriel i Adrien de Mortillet en digueren al 1881: "Quan va arribar el ferro, la dominació religiosa i l'orgull aristocràtic, que sempre es recolzen en el passat, es van apoderar de la destral de bronze per convertir-la en un objecte votiu i ritual, i en un signe de distinció."
Aquestes destrals de soquet o sòcol de l'edat del ferro són eines simulades (tanmateix, la producció significativa d'eines i armes de bronze funcionals continuà fins a la primera edat del ferro, com ho demostren alguns dipòsits alemanys, com ara Wattenheim/Alsenborn, Kr. Kaiserlautern, Saarland). Estan enterrats en dipòsits a vegades molt grans (un dipòsit trobat a Maure-de-Bretagne en contenia més de 4.000), a voltes a prop de petites granges familiars, com ara a Langonnet, o al jaciment de Kergariou de Kemper, excavat per Yves Ménez al 2005. S'han trobat altres dipòsits de destrals de soquet a Bogoudonou, a Mahalon, a Plonéis, a Tréhou, a Finisterre, a Kerhon, a Roudouallec, a Brandivy i Locoal-Mendon, a Morbihan, a Loudéac i Kergrist-Moëlou, a Costes d'Armor, a Chailloué, a Saint-James i Moidrey, a Couville, a Manche, etc.

### Marcadors d'identitat d'Armòrica

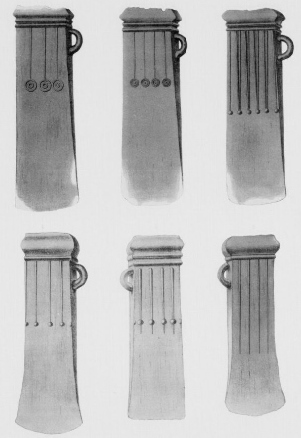
Diferents models de destrals de soquet trobades a les Costes del Nord al segle XIX (Tresors arqueològics d'Armòrica occidental): àlbum cromolitogràfic, publicat per la Côtes-du-Nord Emulation Society, 1886)

L'arqueòleg Jacques Briard va destriar diverses varietats de destrals de soquet de tipus armoricà: el tipus de Brandivy, de Dahouët, de Tréhou, de Plurien, de Chailloué, de Couville, de Maure, i el de Saint-James.
Ni armes ni eines: les destrals de soquet de tipus armoricà es consideren actualment una marca identificativa dels grups humans presents aleshores a Armòrica, del VIII ae al V ae. Alguns les consideren el començament del que es convertiria en diners: s'haurien acumulat per afirmar el poder i la riquesa dels propietaris i, sobretot, molt probablement amb un propòsit ritual mentre que la pràctica dels dipòsits de metalls quasi havia cessat després de l'edat del bronze, durant el segle VIII ae i la primeria del segle VII ae. El seu dipòsit en gran nombre és un fenomen característic de la represa de l'enterrament de les reserves metàl·liques durant el segle VII ae a la Gàl·lia, que té equivalents alhora al Centre-Oest i al País del Loira o al Llenguadoc.
Hi ha altres tipus de destrals prehistòriques, com ara destrals d'ala (caracteritzades per una fulla metàl·lica de secció rectangular, que acaba en una vora tallant), destrals de taló (tenen dues parts diferenciades, el taló que és la zona del mànec i la fulla que estén el taló), destrals tallades (caracteritzades per vores laterals perpendiculars al cos de la destral, que serveixen per fixar el mànec dotat de dues pestanyes a l'extrem, etc.

## Ús militar a l'Orient Pròxim
A Mesopotàmia, l'ús de destrals com a eines no tingué una evolució semblant a la d'Europa. D'altra banda, la producció i l'ús de destrals de batalla de soquet estan ben documentats a l'edat del bronze, com ho demostren les destrals sumèries del mil·lenni III ae, i després es va estendre per tota l'àrea. Des del mil·lenni II ae apareix un estil específic de destral, descobert durant les excavacions de Tepe Giyan, la principal característica del qual rau en l'estilització de la part posterior de la vora tallant. Fins i tot s'han trobat destrals mesopotàmiques a les coves de Bani Surmah, cosa que demostra que els anomenats bronzes de Lorestan no provenen necessàriament d'aquesta àrea.

## Galeria d'imatges

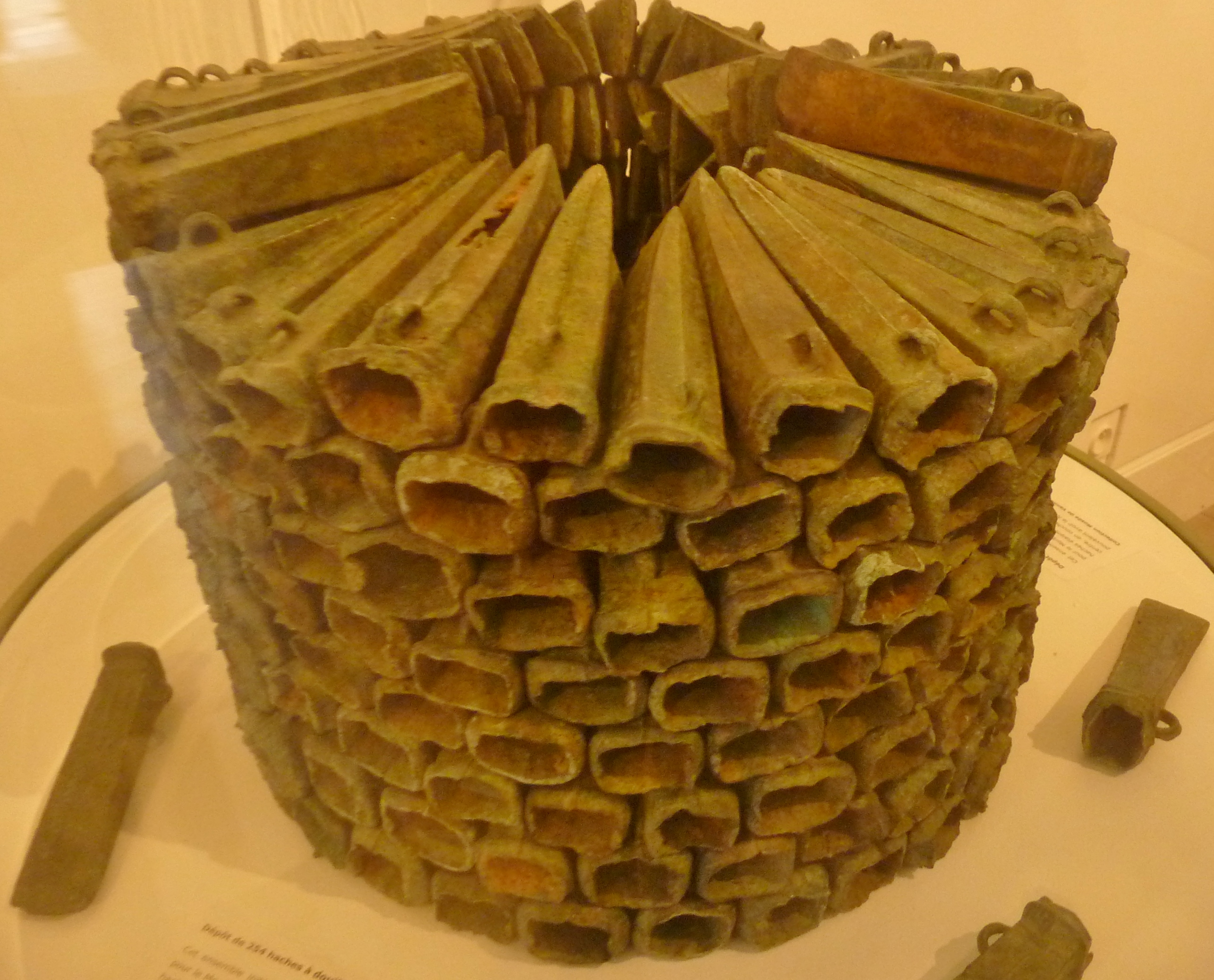
El dipòsit de destrals de soquet de Langonnet (Museu d'Història i Arqueologia de Vannes)
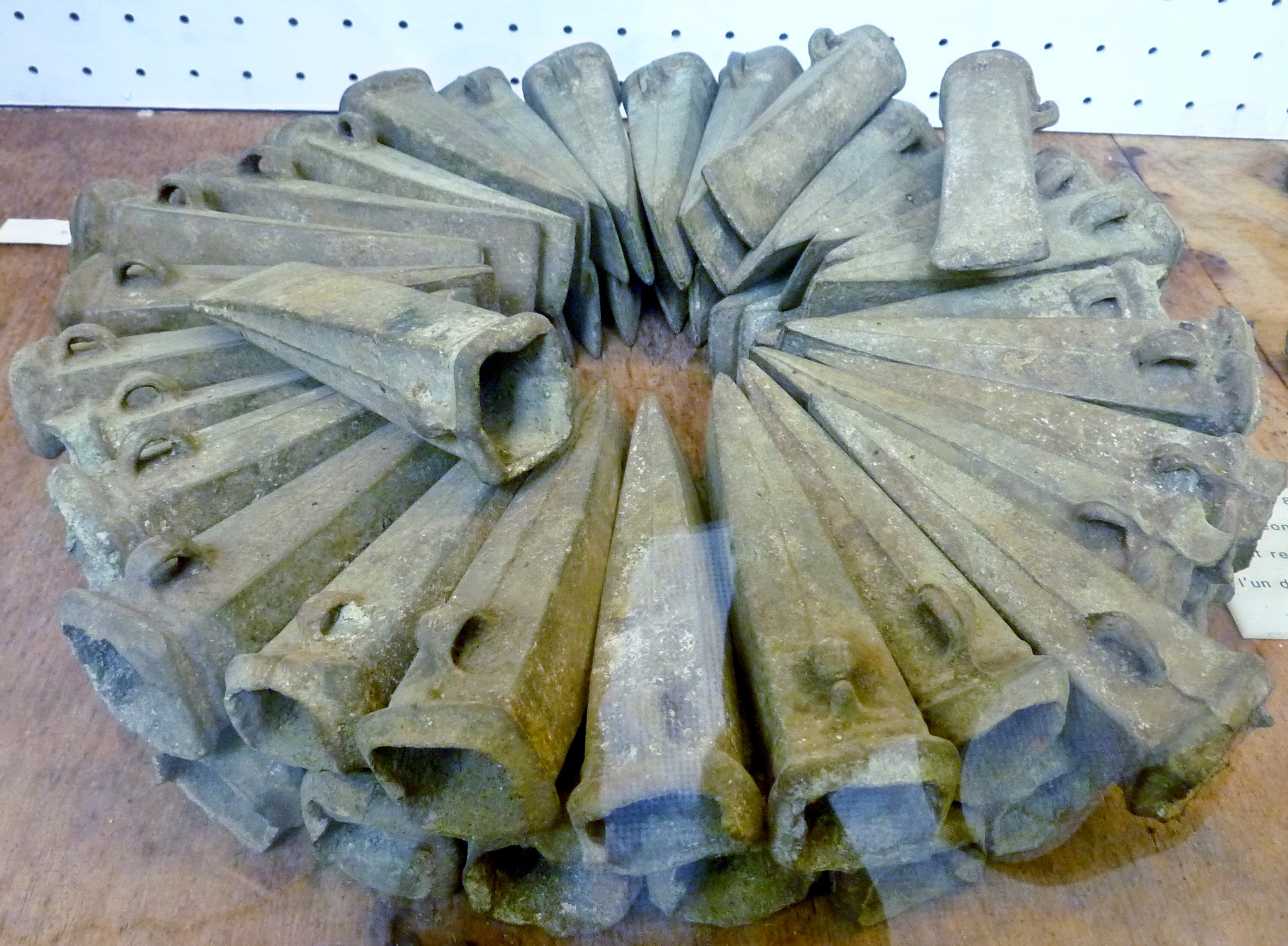
El dipòsit de 89 destrals de soquet de Kerléonet a Spézet (Museu de Prehistòria de Finisterre de Penmarc'h)
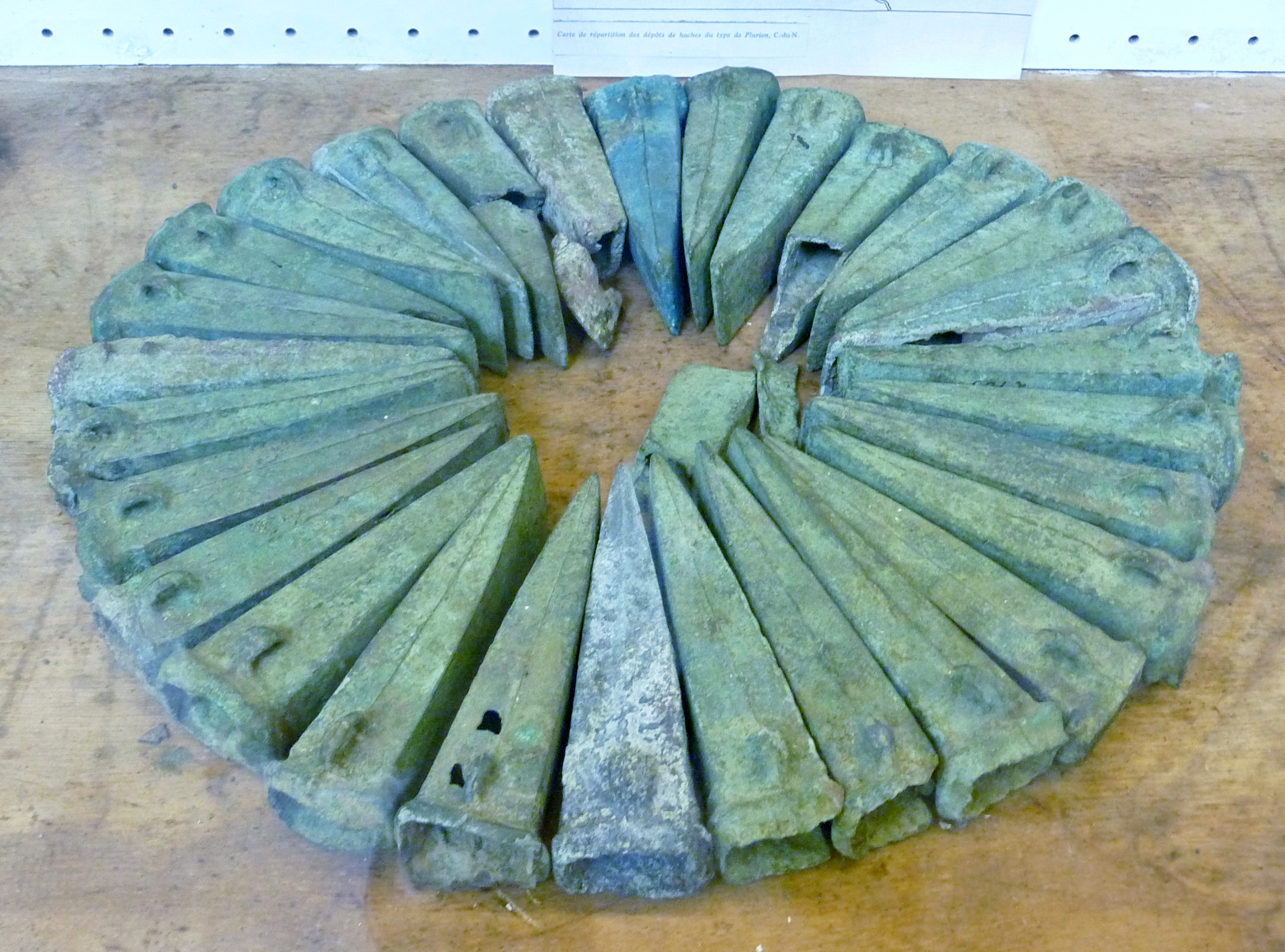
Dipòsit de 30 a 40 destrals de soquet trobades el 1928 a La Châtaigneraie (Museu de Prehistòria de Finisterre de Penmarc'h). La petita anella lateral permetia connectar-les i transportar-les més fàcilment
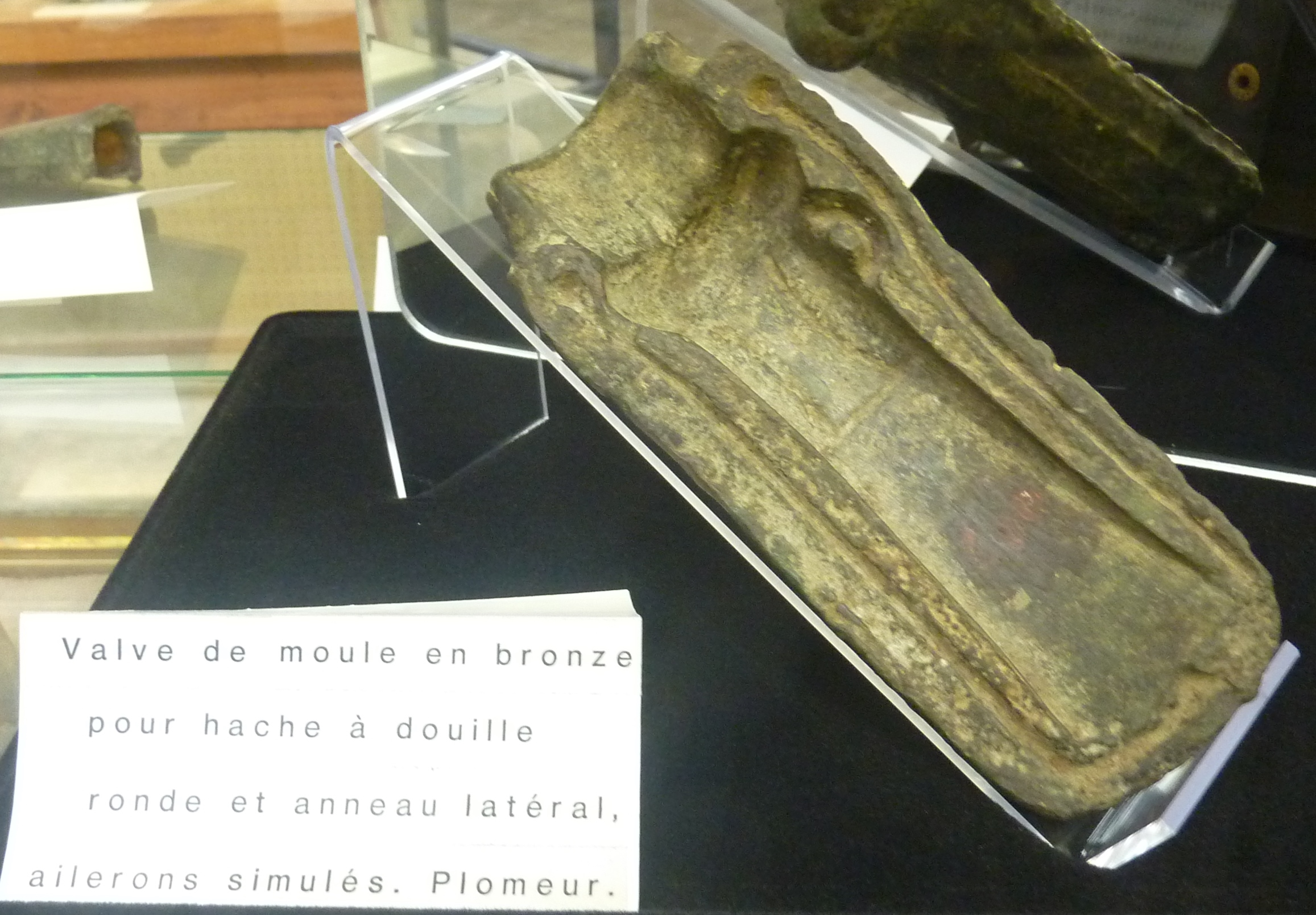
Vàlvula de motle de bronze per a una destral de soquet redona amb anella lateral i aletes simulades, trobada a Plomeur (Museu de Prehistòria de Finisterre, Penmarc'h)
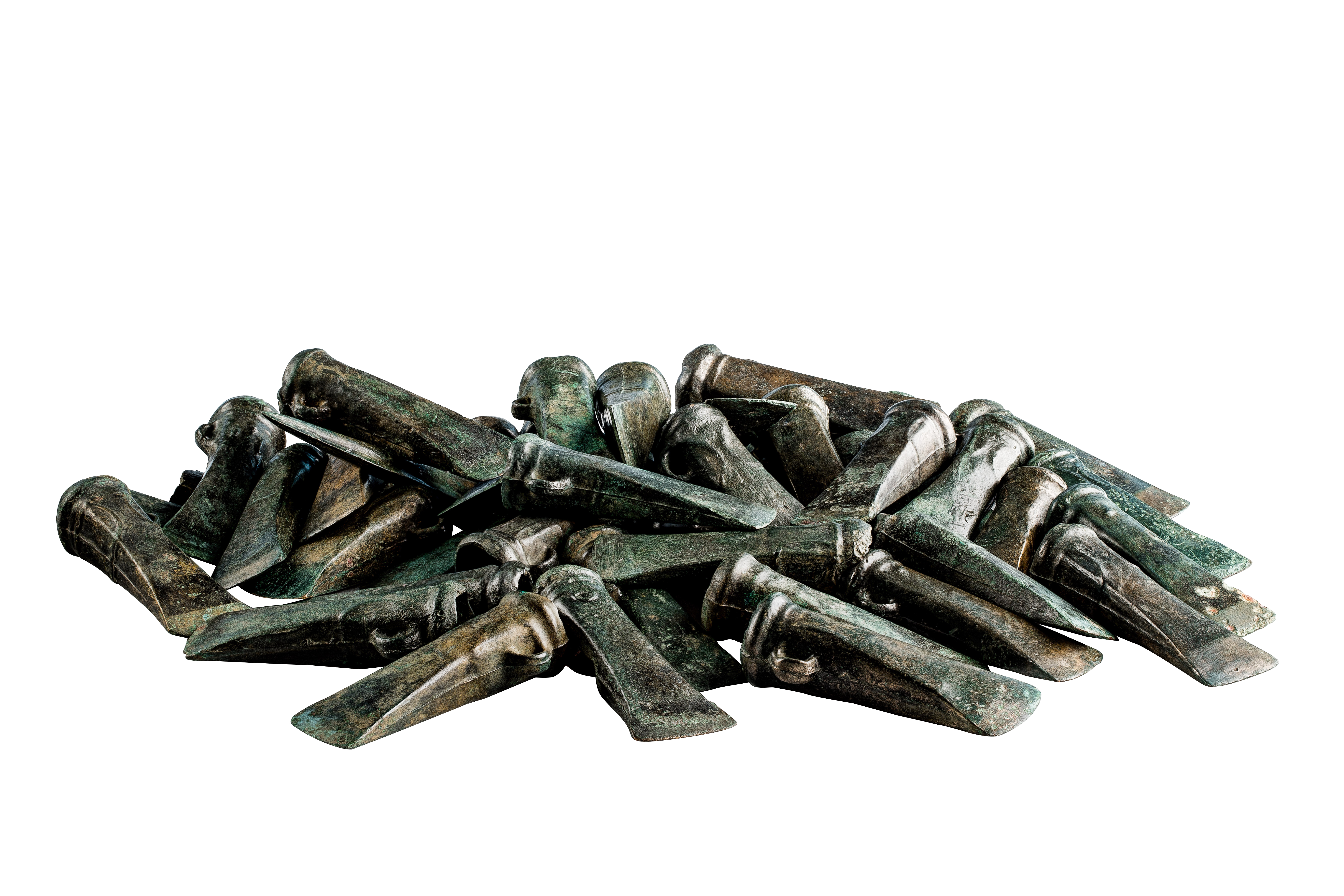
Dipòsit de 47 destrals funcionals de soquet trobades a Heppeneert (Bèlgica), del bronze final IIIb, cap al 950-800 ae, Museu Gal·loromà de Tongeren